# Acandona memoria
Acandona memoria is een mosselkreeftjessoort uit de familie van de Candonidae. De wetenschappelijke naam van de soort is voor het eerst geldig gepubliceerd in 2003 door Karanovic.